# 21125 Orff
21125 Orff è un asteroide della fascia principale. Scoperto nel 1992, presenta un'orbita caratterizzata da un semiasse maggiore pari a 2,3448347 UA e da un'eccentricità di 0,1578339, inclinata di 7,12846° rispetto all'eclittica.
Prende il nome dal compositore Carl Orff.